# Kąty Węgierskie (osada leśna)
Kąty Węgierskie – osada leśna w Polsce położona w województwie mazowieckim, w powiecie legionowskim, w gminie Nieporęt.